# 🇭🇲
🇭🇲 is een Unicode vlagsequentie emoji die gebruikt wordt als regionale indicator voor de Heard en McDonaldeilanden. De meest gebruikelijke weergave is die van de vlag van Australië, maar op sommige platforms (waaronder Microsoft Windows) ziet men de letters HM.
De vlagsequentie is opgebouwd uit de combinatie van de Regional Indicator Symbols 🇭 (U+1F1ED) en 🇲 (U+1F1F2), tezamen de ISO 3166-1 alpha-2 code HM voor Heard en McDonaldeilanden vormend.
Deze emoji is in 2010 geïntroduceerd met de Unicode 6.0-standaard.

## Gebruik
Deze emoji wordt gebruikt als regionale aanduiding van de Heard en McDonaldeilanden.

## Codering

De Twemoji-implementatie

### Unicode
In Unicode vindt men de 🇭🇲 met de codesequentie U+1F1ED U+1F1F2 (hex).

### Shortcode
Er zijn shortcodes  voor 🇭🇲; in Github kan deze opgeroepen worden met :heard_mcdonald_islands:,  in Slack kan het karakter worden opgeroepen met de code :flag-hm:.